# ستيفن بيرين
ستيفن بيرين (بالإنجليزية: Stephen Perrin)‏ (27 أكتوبر 1970 ببراد اون افون في المملكة المتحدة - ) هو لاعب كريكت ولاعب كرة قدم بريطاني في مركز حارس الويكيت ‏. لعب مع فوريست غرين وWiltshire County Cricket Club ‏.